# Ancistrus jelskii
Ancistrus jelskii är en fiskart som först beskrevs av Steindachner, 1877.  Ancistrus jelskii ingår i släktet Ancistrus och familjen Loricariidae. Inga underarter finns listade i Catalogue of Life.